# Хатинська різанина
Хатинь (біл. Хаты́нь) — колишнє село в Білорусі, у Лагойському районі Мінської області, 50 будинків і 157 жителів. 50 км від Мінська. 22 березня 1943 року майже все населення села було розстріляно 118 батальйоном Шуцманшафту спільно з військовослужбовцями сумновідомого німецького «зондер-батальйону СС Дирлевангер» — у відповідь на напад радянських партизанів на німецькі війська. 118-й батальйон складався здебільшого з російських і українських колабораціоністів і йому допомагав спеціальний батальйон Дірлевангер Ваффен-СС.

## Історія

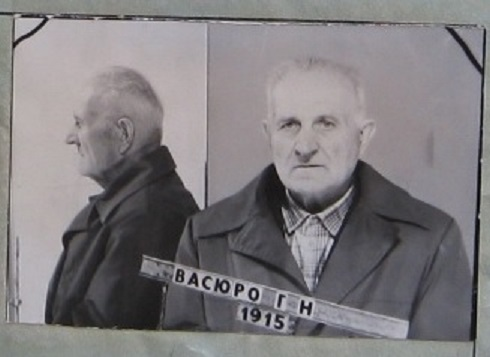
Григорій Васюра — колишній радянський солдат. Організатор спалення Хатині

Різанина не була незвичайним випадком у Білорусі під час Другої світової війни. Не менше 628 білоруських населених пунктів було спалено і зруйновано нацистами, а часто вбито всіх їхніх жителів (деякі становили до 1500 жертв) як покарання за співпрацю з партизанами. У Вітебській області двічі було спалено 243 села, тричі — 83 села, чотири і більше разів — 22 села. У Мінській області 92 села було спалено двічі, 40 сіл тричі, 9 сіл чотири рази, шість сіл п'ять і більше разів. Всього за три роки нацистської окупації в Білорусі було знищено понад 2 мільйони людей, майже чверть населення краю.
22 березня 1943 року біля села Козирі, шестеро радянських партизанів атакували німецьку колону. За 6 км від Хатині, в результаті чого загинуло четверо поліцейських батальйону Шуцманшафт 118. Серед загиблих був гауптман Ганс Веллке, командир батальйону.

## Різанина

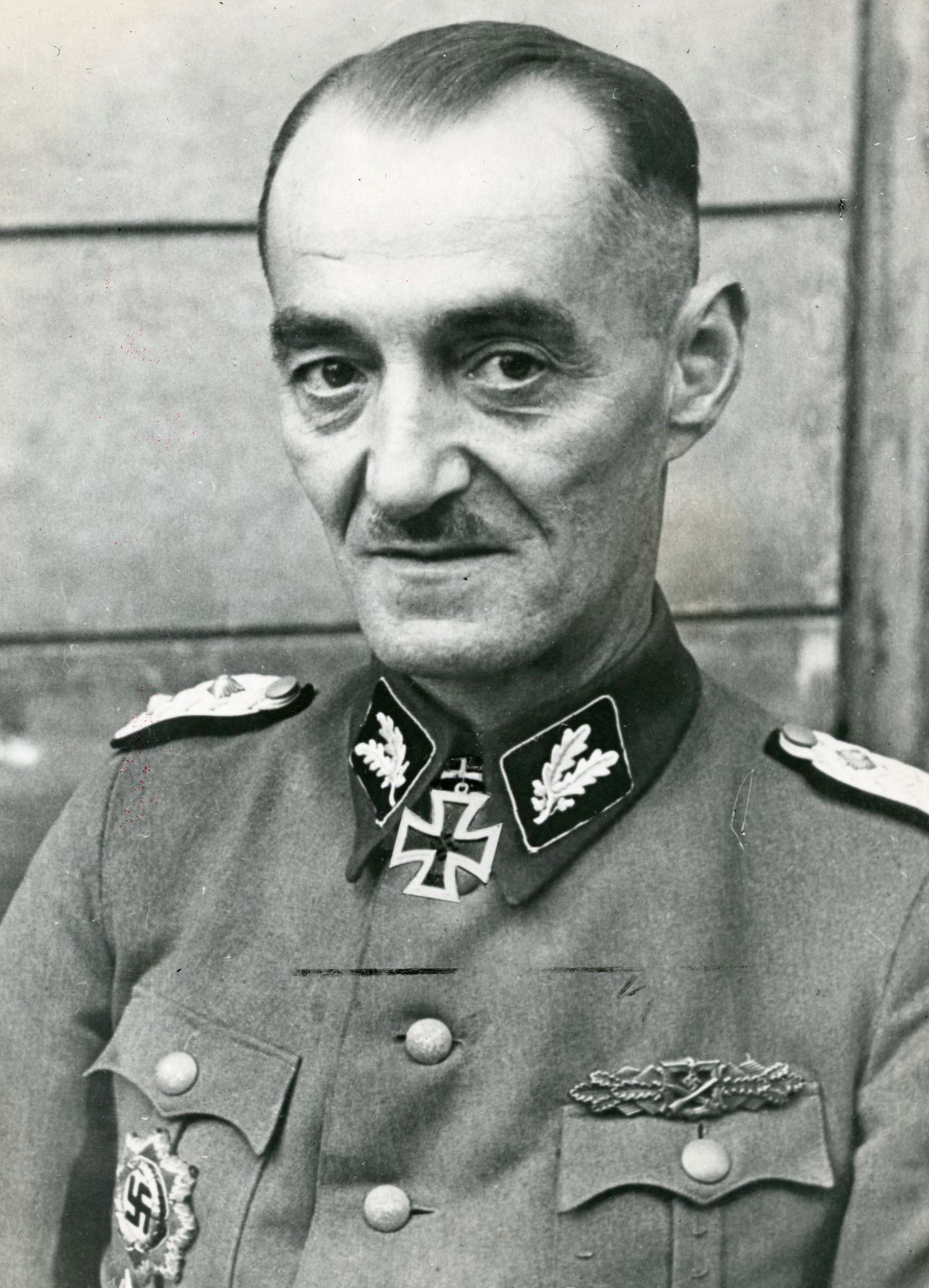
Оскар Дірлевангер

Війська бригади Дірлевангера, підрозділу, який переважно складався із злочинців, завербованих для виконання бойових завдань нацистської безпеки, увійшли в село та вигнали жителів із їхніх будинків у сарай, який потім накрили соломою та підпалили. Затиснуті люди зуміли зламати вхідні двері, але, намагаючись втекти, були вбиті вогнем з автоматів. Близько 149 осіб, у тому числі 75 дітей віком до 16 років, загинули внаслідок спалювання, пострілів або вдихання диму. Тоді село було пограбоване і спалене дотла.

## Вижили

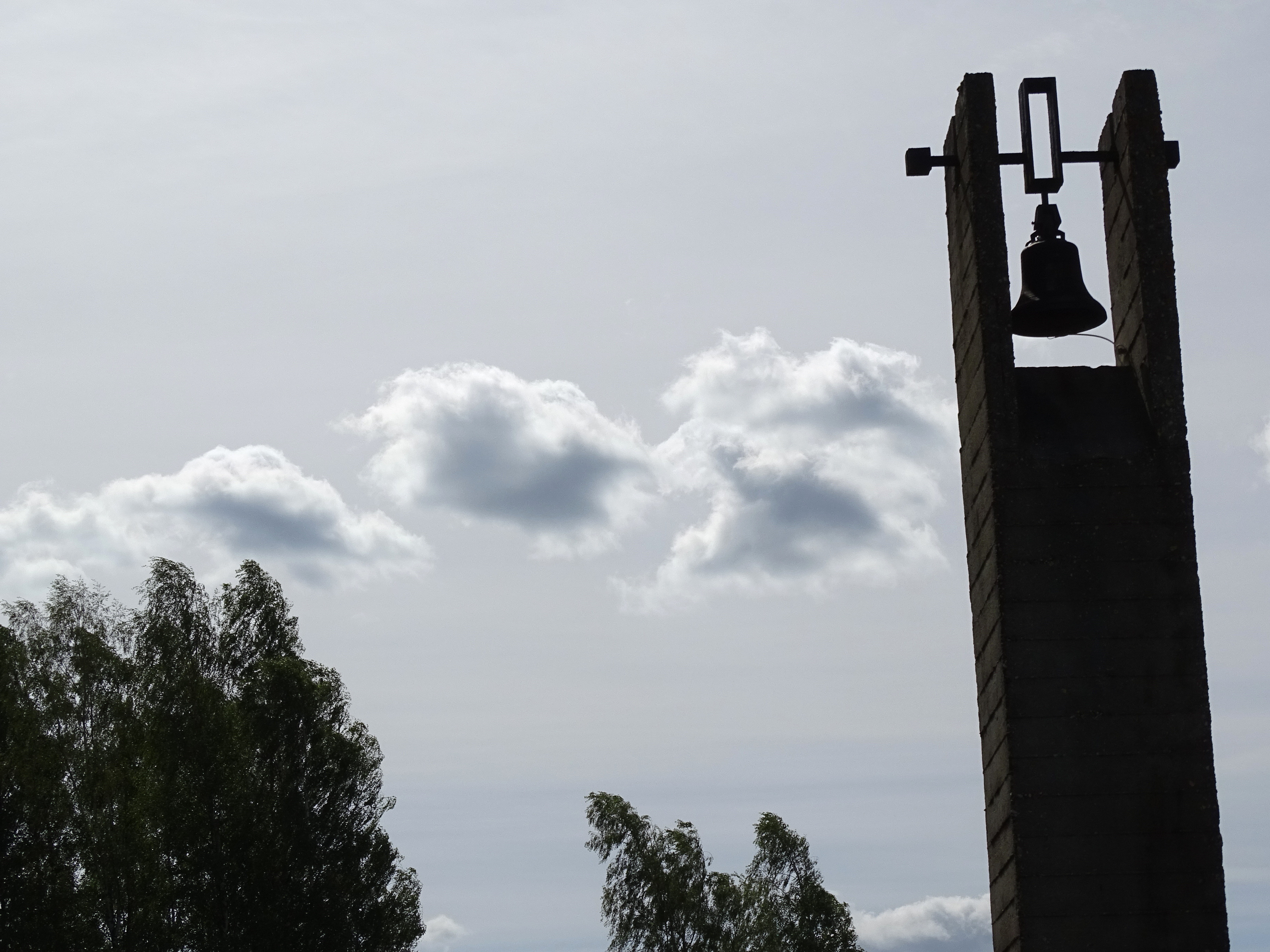
Дзвіниця на меморіалі Хатинь.

Вижили вісім жителів села, з них шестеро були свідками розправи – п'ятеро дітей і дорослий.
1. Дванадцятирічного Антона Йосиповича Барановського (1930–1969) залишили мертвим із пораненнями обох ніг.[7] Його поранення обробили партизани. Через п'ять місяців після відкриття Меморіалу Барановський помер за нез'ясованих обставин.
2. Єдиний дорослий, хто вижив під час різанини, 56-річний сільський коваль Юзиф Камінський (1887–1973), прийшов до тями з ранами й опіками після відходу вбивць. Він нібито знайшов обгорілого сина, який згодом помер у нього на руках. Пізніше про цей випадок на меморіалі Хатинь встановили пам’ятник.[7]
3. Ще один 12-річний хлопчик, Олександр Петрович Желобкович (1930–1994), втік із села до того, як солдати встигли його повністю оточити. Мати розбудила його і посадила на коня, на якому він утік до сусіднього села. Після війни служив у збройних силах, став підполковником запасу.[7]
4. Володимир Антонович Яскевич (1930–2008) ховався у картопляній ямі за 200 метрів від рідного будинку. Двоє солдатів помітили хлопчика, але пощадили його. Володимир зазначив, що між собою вони спілкувалися німецькою, а не українською.[8]
5. Софія Антонівна Яскевич (згодом Фьохіна) (1934-2020), сестра Володимира, з раннього ранку різанини переховувалася в підвалі. У дорослому віці вона працювала друкаркою, а востаннє, як повідомлялося, жила в Мінську.[9]
6. Від пожежі в сараї під трупом матері вижив семирічний хлопчик Віктор Андрійович Желобкович (1934–2020).[9] У дорослому віці він працював у конструкторському бюро точного машинобудування, також повідомлялося, що живе в Мінську.[9]

Ще дві жінки Хатині вижили, тому що того дня були далеко від села.
- Тетяна Василівна Карабан (1910 – бл. 2000-х) гостювала у родичів у сусідньому селі Середня.[10]
- У сусідньому селі гостювала й родичка Карабаня Софія Климович. Після війни кілька років працювала на Меморіалі.[10]

## Повоєнні випробування
Командир одного зі взводів 118-го шуцманшафт батальйону колишній радянський молодший лейтенант Василь Мелешко був засуджений радянським судом і розстріляний у 1975 році.
Начальника штабу 118-го батальйону шуцманшафту, колишнього старшого лейтенанта Червоної Армії Григорія Васюру судили в Мінську в 1986 році й визнали винним у всіх його злочинах. За вироком військового трибуналу Білоруського військового округу засуджений до розстрілу. Васюра був страчений у 1987 році.
Справа та суд над головним катом Хатині не набули широкого розголосу в ЗМІ; керівників радянських республік турбувала непорушність єдності між білоруським і українським народами.

## Меморіал Хатинь

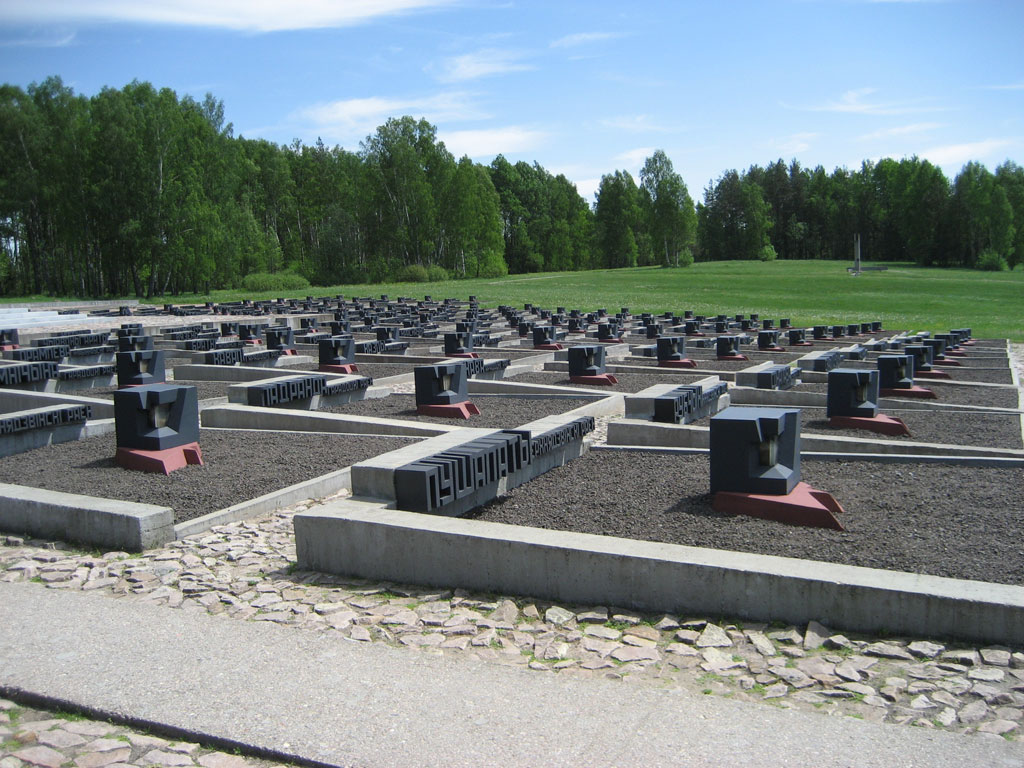
«Кладовище сіл» зі 185 могилами. Кожна могила символізує окреме село в Білорусі, спалене разом з населенням.

Хатинь стала символом масових убивств мирного населення під час боїв між партизанами, німецькими військами та колабораціоністами. У 1969 році він був названий народним військовим меморіалом Білоруської РСР. Серед найбільш впізнаваних символів меморіального комплексу – пам'ятник із трьома березами, з вічним вогнем замість четвертої – данина пам’яті кожному четвертому білорусу, який загинув на війні. Також є статуя Юзифа Камінського, який несе свого вмираючого сина, і стіна з нішами, що представляють жертв усіх концентраційних таборів, з великими нішами, що представляють ті, у яких було понад 20 000 жертв. Дзвони дзвонять кожні 30 секунд, щоб згадати про швидкість білоруських втрат під час Другої світової війни.
Частиною меморіалу є кладовище сіл зі 185 могилами. Кожна могила символізує окреме село в Білорусі, спалене разом із населенням.
Серед іноземних лідерів, які відвідали Меморіал Хатинь під час свого перебування на посаді, Річард Ніксон зі США, Фідель Кастро з Куби, Раджив Ганді з Індії, Ясер Арафат з ООП і Цзян Цземінь з Китаю.
За словами Нормана Дейвіса, радянська влада навмисно використала Хатинь для приховування Катинського розстрілу, і це було основною причиною встановлення меморіалу – це було зроблено для того, щоб викликати плутанину з Катинню серед іноземних відвідувачів.

У 2004 році Меморіал було відремонтовано. За даними 2011 року, Меморіал входив у десятку найбільш відвідуваних туристичних об'єктів Білорусі – того року його відвідали 182 тис. осіб.

Панорама центральної частини меморіалу «Хатинь».
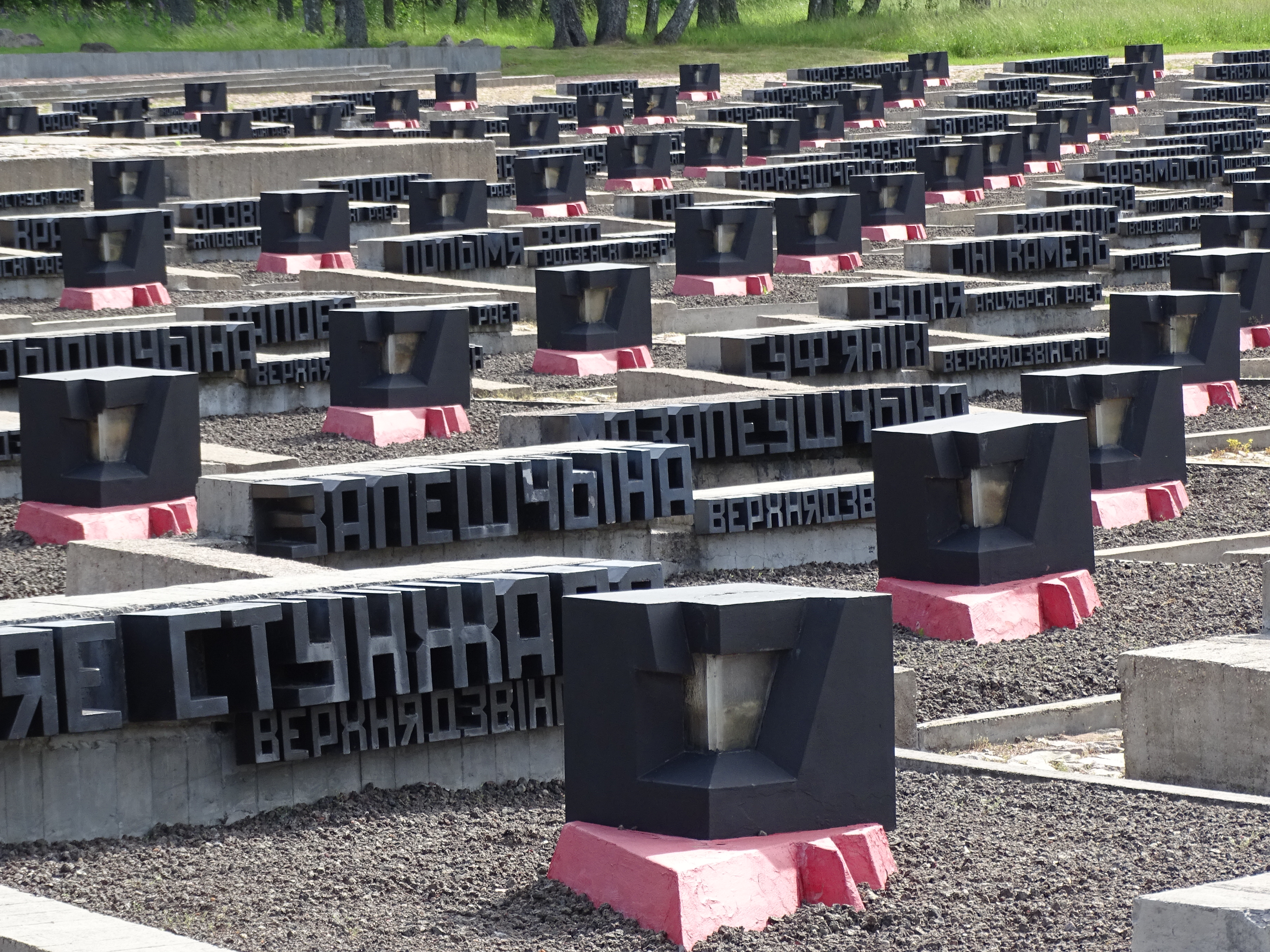
Інший вид на кладовище сіл.
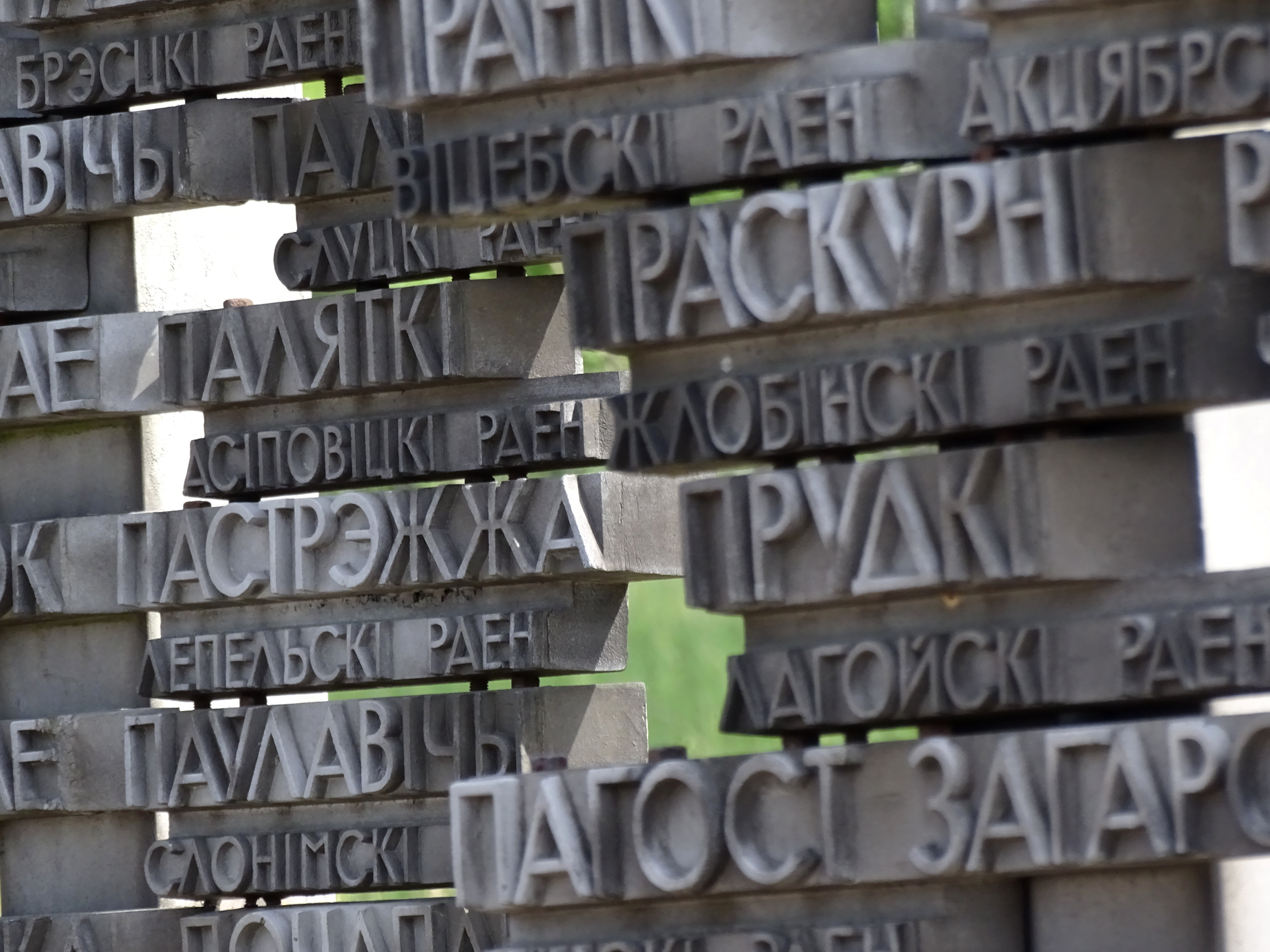
Назви сіл на меморіалі.
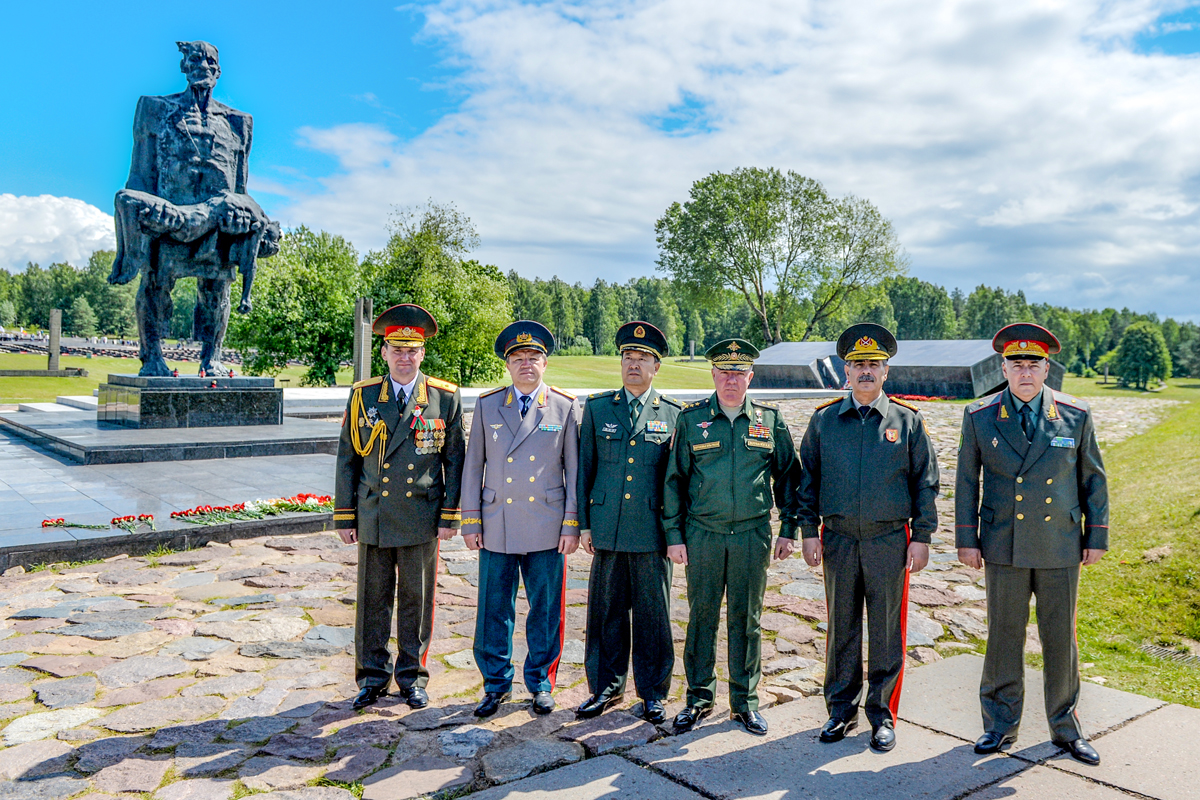
Іноземна делегація з Азербайджану, Китаю, Росії, Казахстану та Узбекистану біля меморіалу (зокрема пам'ятника Юзифу Камінському).